# 舟橋金造

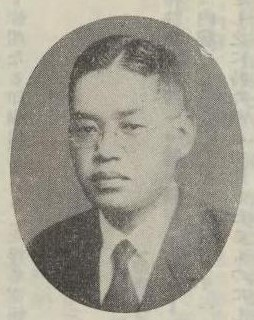
舟橋金造

舟橋 金造（ふなばし きんぞう、明治29年（1896年）1月16日 - 昭和51年（1976年）3月27日）は、日本の発明家、実業家。シヤチハタ創業者。

## 経歴
愛知県丹羽郡出身。愛知薬学校中退。大正9年（1920年）に大阪市において、万年スタンプ台（インキの補充を不要にしたスタンプ台）を専門とする東洋文具製造株式会社が創立されると、大正10年（1921年）に出資株主となり、名古屋出張所主任に就任したが、経営難のため解散した。その後、万年スタンプ台の研究を行い、大正13年（1924年）に完成させた。1925年に弟の高次とともにシヤチハタの前身となる舟橋商会を創業した。昭和16年（1941年）から昭和39年（1964年）までシヤチハタ工業の初代社長を務めた。
1976年3月27日、脳梗塞のため常滑市民病院で死去。

## 特許
- 特許第73149号 スタンプインキ、パッド